# Gum Lagoon Conservation Park
Gum Lagoon Conservation Park är en park i Australien. Den ligger i delstaten South Australia, omkring 200 kilometer sydost om delstatshuvudstaden Adelaide. Gum Lagoon Conservation Park ligger 23 meter över havet.
Trakten runt Gum Lagoon Conservation Park är nära nog obefolkad, med mindre än två invånare per kvadratkilometer.. Det finns inga samhällen i närheten.
Trakten runt Gum Lagoon Conservation Park består till största delen av jordbruksmark. Genomsnittlig årsnederbörd är 582 millimeter. Den regnigaste månaden är juli, med i genomsnitt 101 mm nederbörd, och den torraste är december, med 9 mm nederbörd.